# Черна кабарга
Черна кабарга (Moschus fuscus) е вид бозайник от семейство Кабаргови (Moschidae). Видът е застрашен от изчезване.

## Разпространение и местообитание
Разпространен е в Бутан, Индия, Китай, Мианмар и Непал.